# Afet İnan
Ayşe Afet İnan (Salonica, 30 de outubro de 1908 – Ancara, 8 de junho de 1985) foi uma historiadora e socióloga turca. Ela era uma das oito filhas adotivas de Mustafa Kemal Atakürk. Afet ficou conhecida por seu envolvimento na prática da antropologia física, tendo medido mais de sessenta mil crânios na Anatólia, o que reforçou a veracidade da Tese da História Turca.

## Biografia
Afet İnan nasceu filha de Bei İsmail Hakkı (Ísmail Hakki Uzmay) e Hanım Sehzane de Doyran (hoje Dojran), em 1908 no distrito de Kesendire (Polyoroz, atualmente Kassandra, Grécia) no Vilaiete da Salonica.
Ela a sua família emigraram para Adapazarı por causa da Guerras Balcânicas. Ingressou na escola primária ainda em Adapazarı em 4 de março de 1913. Eles então se mudaram para Ancara, Mihalıççık, Karaoğlan, Biga. Sua mãe, Sehzane morreu de tuberculose em 15 de maio de 1915. Quando seu pai se casou com uma jovem garota, Ayşe Afet decidiu se tornar professora e a viver aos próprios custos. Enquanto eles viviam em Biga, a sua irmã mais nova Nezihe havia nascido do segundo casamento de seu pai. Em 1920, ela terminou o seus seis anos de educação primária. Em 1921, eles se estabeleceram em Alanya. Em 1922, ela conseguiu uma qualificação para ensinar em Elmalı e foi contratada como diretora na Escola de Garotas de Elmali. Ela se formou pela Faculdade de Professoras de Bursa para Meninas em 1925, e começou a trabalhar como professora primária em Esmirna. Ela conheceu Mustafa Kemal Atatürk em outubro do mesmo ano durante sua visita em Esmirna.
Afet foi enviada em 1925 por Atatürk para Lausana, Suíça, para aprender francês. Após retornar à Turquia em 1927, ela frequentou o Liceu Notre Dame de Sion Istanbul. Depois de terminar lá, foi indicada como professora secundária de história. Em 1935, Afet İnan foi para Suíça novamente e tornou-se aluna de Eugène Pittard na Universidade de Genebra entre os anos de 1936 e 1938. Em 1939, depois de se formar, obteve um doutorado em sociologia. Em 1950, tornou-se professora da Universidade de Ancara. 

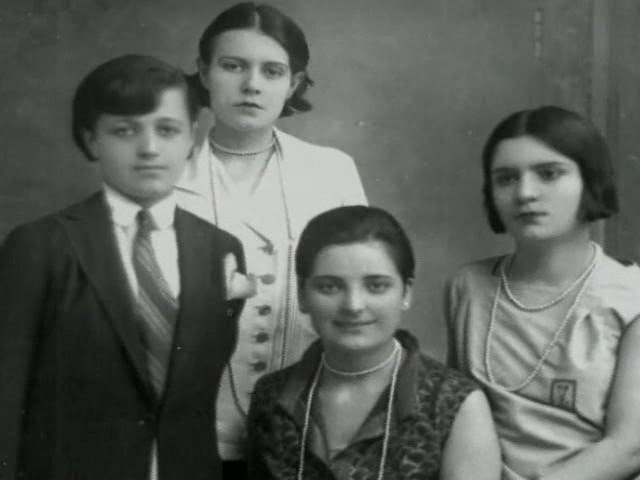
Da esquerda para à direita: (Rukiye (Erkin), Sabiha (Gökçen), Afet (İnan), e Zehra (Aylin), fihas adotivas de M. K. Atatürk.

Ela foi a cofundadora e membra dirigente da Sociedade Histórica Turca.
Inan morreu em 8 de junho de 1985, em Ancara, deixando sua filha Arı e seu filho Demir.
O "Prêmio de Estudos Históricos Afet Inan" é concedido bienalmente pela Fundação de História Turca em cooperação com a família de İnan.